# Eufrosina Hinard
Eufrosina Hinard, född 1777, död efter 1819, var en amerikansk slavhandlare och fabrikör.
Hon var född i New Orleans som gens de couleur libres och blev år 1791, vid fjorton års ålder, placagemätress hos Spaniens guvernör Nicolás María Vidal, med vilken hon fick två döttrar. Hon flyttade med Vidal till Pensacola i Spanska Florida sedan Louisiana år 1803 överlåtits på USA. Hon ärvde efter Vidals död 1806 hans egendom, en förmögenhet, plantage och slavar. Hon tvingades processa om arvet med Andrew Jackson. Hon blev en förmögen affärskvinna och ägde bland annat en tegelfabrik. Hon är också känd för sin slavhandel. Hon köpte många slavar, som hon sedan tillät tjäna egna pengar att köpa sin frihet med till högt pris, något hon själv beskrev som en affärsangelägenhet. 